# Monte Buffalo

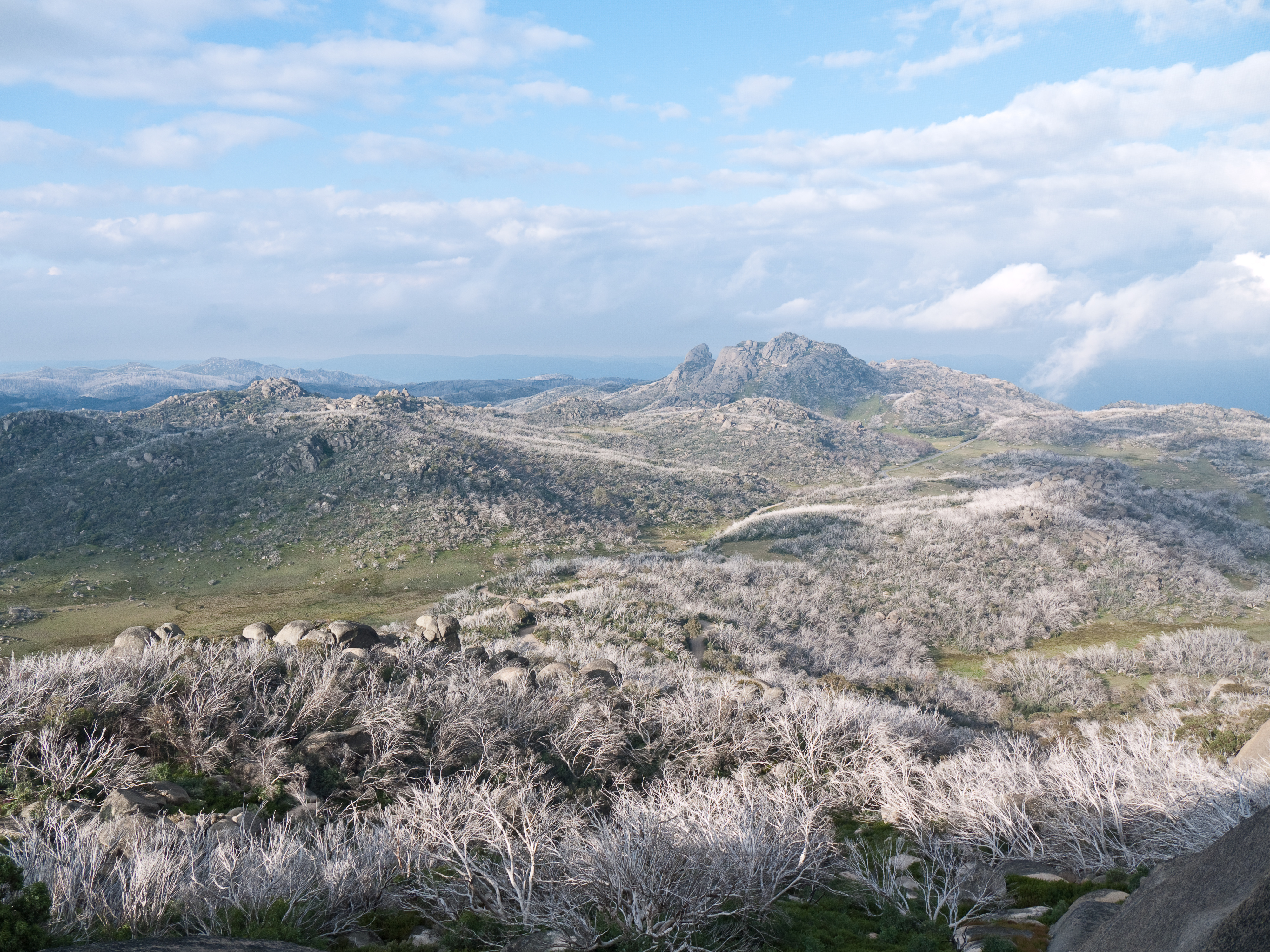
Mount Buffalo, la meseta como se ve desde abajo de The Horn.

Mount Buffalo es una meseta en una montaña moderadamente alta en el parque nacional de Mount Buffalo en Victoria, Australia, que se encuentra aproximadamente a 350 kilómetros (220 millas) al noreste de Melbourne en los Alpes Australianos.
La cumbre de la meseta, conocido como El Cuerno (The Horn), tiene una altura de 1.723 metros.
Mount Buffalo es administrado por Parques Victoria.

## Recreación
Hay senderos amplios en toda la meseta que está salpicada de grandes colinas de granito. El Mount Buffalo Gorge tiene  acantilados escarpados de granito y proporciona buenas vistas hacia el Ovens Valley. Los acantilados son muy populares para la escalada en roca. Hay una rampa de lanzamiento para las alas delta en los acantilados.
Hay cascadas en el borde del acantilado.
El Mount Buffalo Chalet proporcionó alojamiento en la montaña, pero no está funcionando actualmente.
Durante el invierno el Monte Buffalo ofrece juegos de nieve y esquí de fondo.
Lago Catani en la meseta se utiliza para practicar el canotaje, la pesca y la natación.